# Kanarit Tower 2
Kanarit Tower 2 (hebr. מגדלי הכנרית) – biurowiec w osiedlu Ha-Kirja we wschodniej części miasta Tel Awiw, w Izraelu.

## Historia
Biurowiec wybudowano w 2008 na terenie bazy wojskowej Ha-Kirja. Pierwotnie był on planowany jako 36. piętrowy wieżowiec, jednak po zamachu z 11 września 2001 zmniejszono jego wysokość do 18 kondygnacji.

## Dane techniczne
Budynek ma 18 kondygnacji i wysokość 65 metrów.
Wieżowiec wybudowano w stylu architektonicznym określanym nazwą postmodernizmem. Wzniesiono go z betonu. Elewacja jest wykonana z granitu, szkła i paneli aluminiowych w kolorach białym, szarym i granatowym.

## Wykorzystanie budynku
Biurowiec jest wykorzystywany przez wojskowe urzędy Sił Obronnych Izraela. Po stronie wschodniej dobudowano obszerne audytorium na 350 osób, synagogę, bibliotekę i inne pomieszczenia pomocnicze.